# Simopone grandidieri
Simopone grandidieri är en myrart som beskrevs av Auguste-Henri Forel 1891. Simopone grandidieri ingår i släktet Simopone och familjen myror. Inga underarter finns listade i Catalogue of Life.

## Bildgalleri

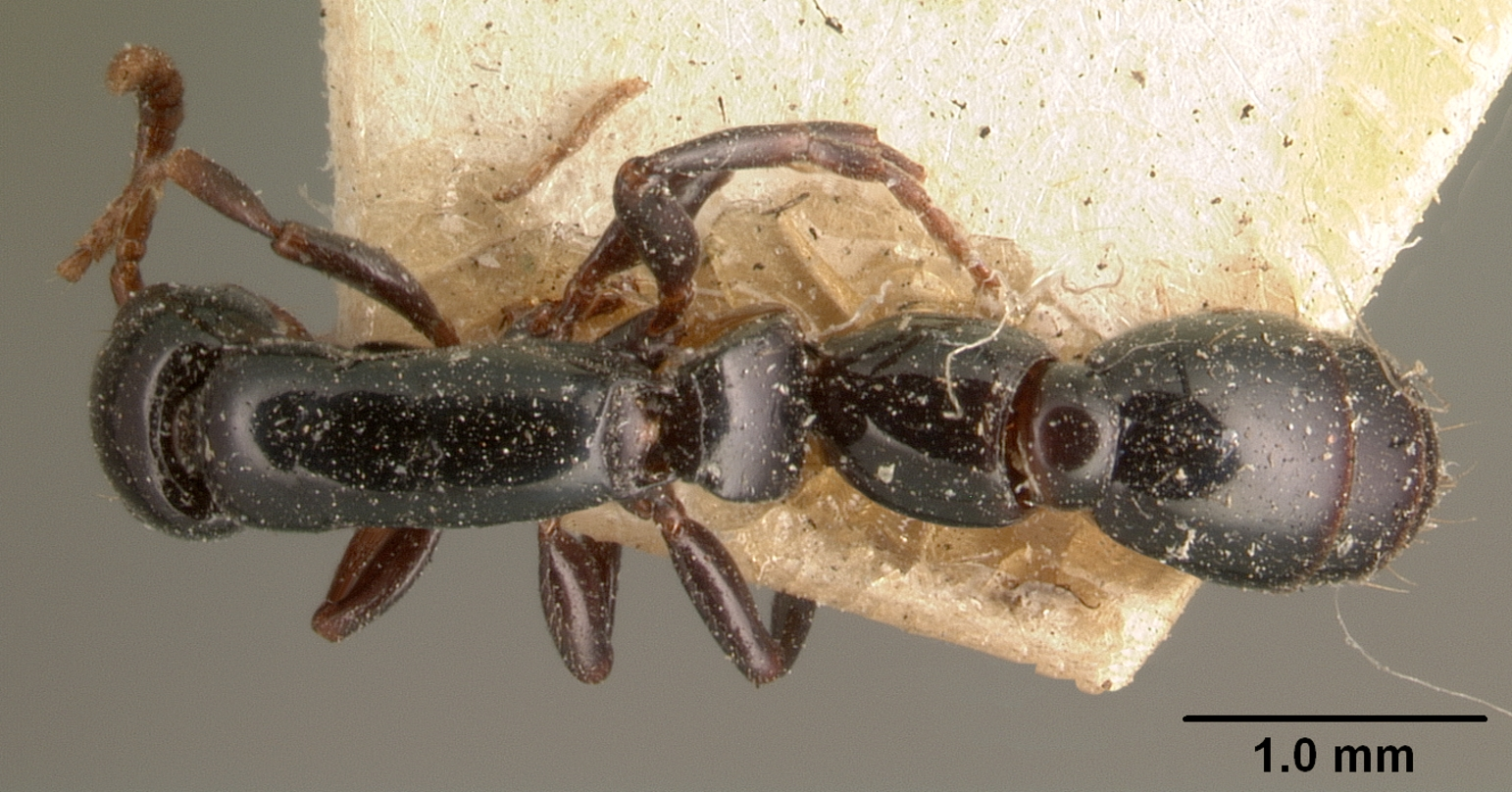
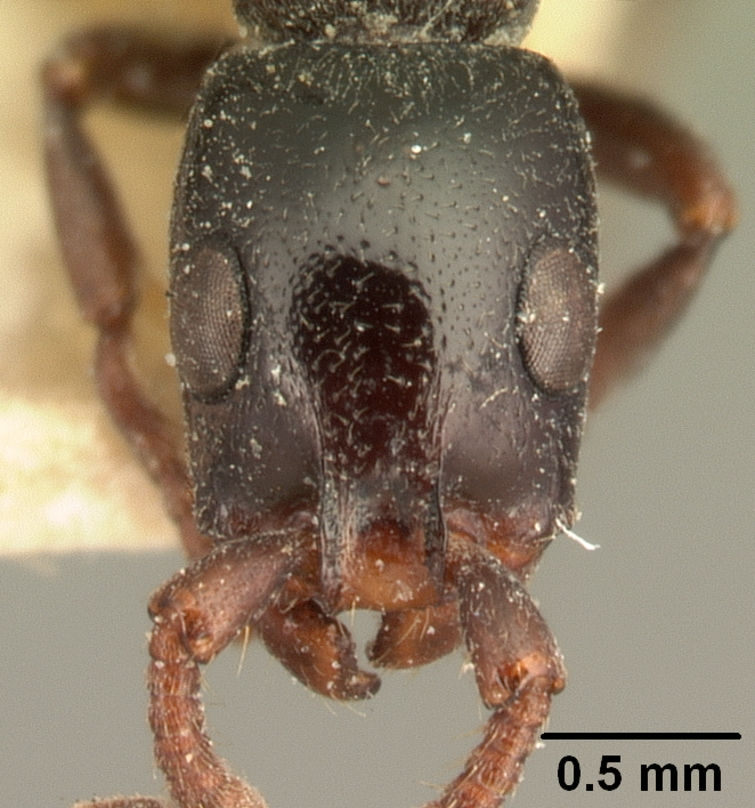
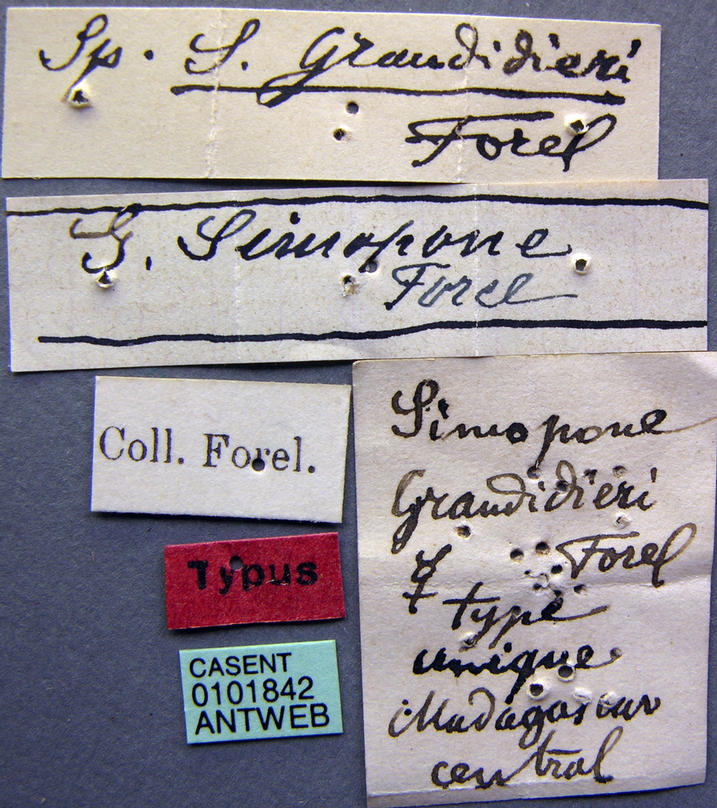
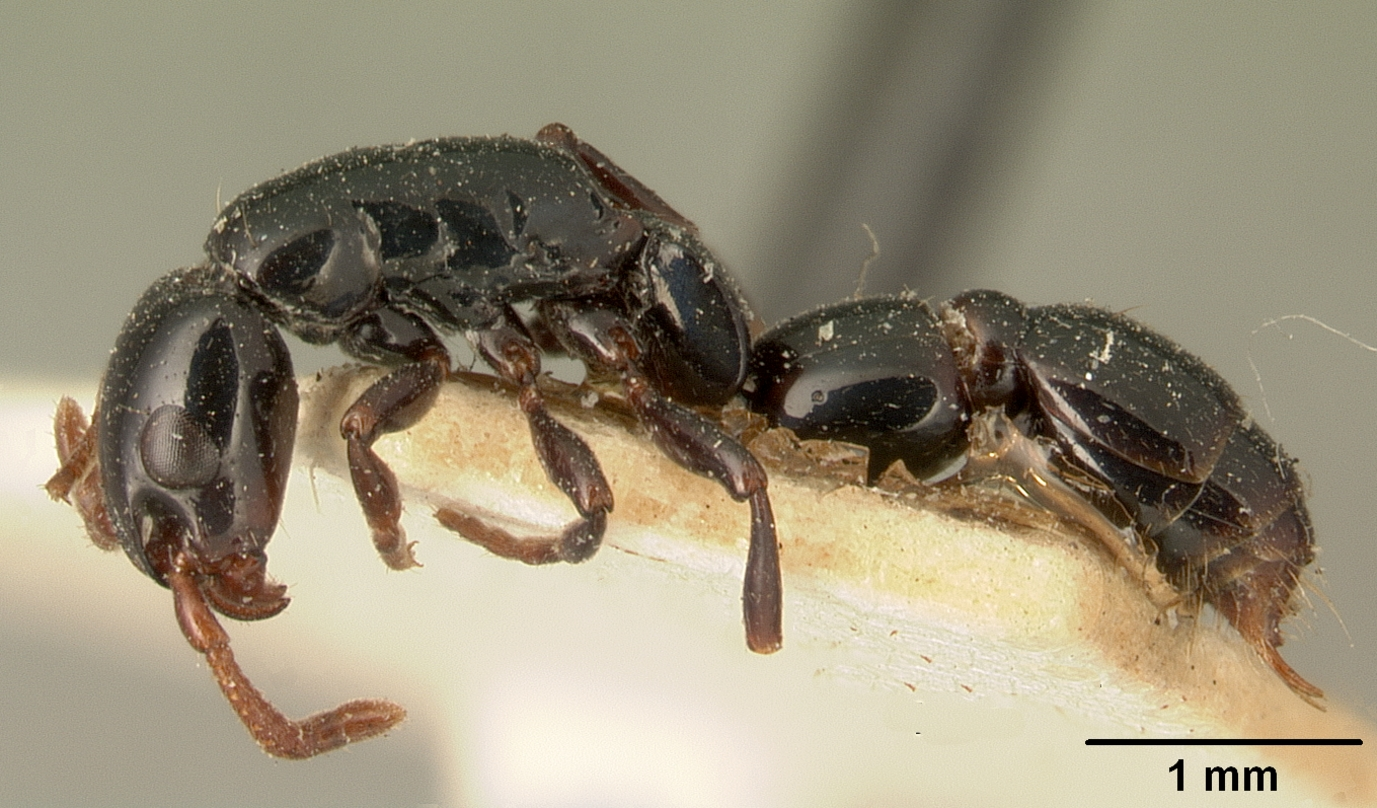